# Walter Wagner (Jurist)
Walter Wagner (* 31. Juli 1901 in Posen; † 21. Februar 1991 in Karlsruhe) war ein deutscher Jurist, Oberstaatsanwalt eines Sondergerichts im besetzten Polen und Stellvertreter des Generalbundesanwalts beim Bundesgerichtshof.

## Leben
Walter Wagner, Sohn des liberalen Zeitungsverlegers Georg Wagner, studierte ab Sommersemester 1920 Rechtswissenschaften in Gießen, München und Frankfurt a. M. Nach der Promotion zum Dr. jur. wurde er 1928 Staatsanwalt in Frankfurt a. M. und 1930 Staatsanwaltschaftrat in Berlin. Im November 1933 trat er der Sturmabteilung (SA) der NSDAP bei.  Daraufhin wurde er 1935 zum Ersten Staatsanwalt beim Oberlandesgericht Breslau, 1938 zum Oberstaatsanwalt in Schweidnitz und 1939 in Posen im besetzten Polen zum Oberstaatsanwalt an einem Sondergericht ernannt. Von 1940 bis 1945 leistete er Kriegsdienst.
Schon 1945 wurde er als Staatsanwalt in Frankfurt a. M. wieder in den Justizdienst übernommen. Nach Gründung der Bundesanwaltschaft (1950) wurde er Oberstaatsanwalt, am 8. August 1954 Bundesanwalt am Bundesgerichtshof in Karlsruhe, zuletzt als stellvertretender Generalbundesanwalt. Wagner organisierte 1962 in  der Spiegel-Affäre den, wie er es nannte, Zugriff.
Wagner war Mitglied der Staatsanwaltschaftskommission des Deutschen Richterbundes. Er war auch Mitglied des Vereins zur Wiedereinführung der Todesstrafe e. V.
Am 31. Juli 1966 trat Wagner in den Ruhestand. Der Hauptteil seines Nachlasses befindet sich im Bundesarchiv Koblenz (BArch N 1379); ein Teilnachlass im Generallandesarchiv Karlsruhe.

## Schriften (Auswahl)
- Der Volksgerichtshof im nationalsozialistischen Staat (= Quellen und Darstellungen zur Zeitgeschichte. Band 16: Die deutsche Justiz und der Nationalsozialismus. Teil 3). Deutsche Verlags-Anstalt, Stuttgart 1974, ISBN 3-421-01665-8.
  - Neuausgabe der 1. Auflage 1974: Oldenbourg, München 2011, ISBN 978-3-486-54491-6 (erweitert um den Forschungsbericht von Jürgen Zarusky) (Walter Wagners Volksgerichtshofs-Studie von 1974 im Kontext der Forschungsentwicklung).
- Aus der Rechtsprechung in Staatsschutzverfahren. v. Decker, Hamburg/Berlin 1960, DNB 455582947 (Sonderdruck aus Goltdammer’s Archiv).